# Stereocaulon cumulatum
Stereocaulon cumulatum är en lavart som först beskrevs av Søren Christian Sommerfelt och som fick sitt nu gällande namn av Einar Timdal. 
Stereocaulon cumulatum ingår i släktet Stereocaulon och familjen Stereocaulaceae. Arten är reproducerande i Sverige.